# Urs Lehmann (Künstler)

Urs Lehmann in Genf, fotografiert von Hans Schürmann (1999)

Urs Lehmann (auch: biopop.; * 14. Mai 1966 in Zürich; † 1. August 2017 ebenda) war ein Schweizer Künstler, Performer und Illustrator. Er engagierte sich in der Schweizer Kunstszene, besonders in Offspaces und in besetzten Häusern, so auch in Deutschland und Tschechien. Dafür realisierte er Installationen, hypernaturalistische Zeichnungen und digitale Malerei, zeigte performative Lesungen und realisierte Kunstvideos, oft in Teamarbeit. Daneben arbeitete er für Konzepte und als Illustrator bei Werbeagenturen und für Kulturinitiativen.

## Leben und Werk
Urs Lehmann besuchte ab 1982 den Vorkurs bei Hans Zahn an der Kunstgewerbeschule Zürich und absolvierte eine Berufslehre als Grafikdesigner bei der Werbeagentur Knaus & Knaus in Volketswil. Ab 1988 zeigte er als Künstler Performances und Auftritte und beteiligte sich an Ausstellungen und Gruppenarbeiten. So zeigte er mit Martin Frei und Gästen dadaistisch inspirierte Performances als TRIO X. Von 1989 bis 1991 studierte er freie Kunst an der Schule für Gestaltung in Luzern. Er beteiligte sich an kollaborativen Videoarbeiten, u. a. für das Historische Museum Luzern (1990/1991), das Videofestival Viper Luzern (1992, 1993) und das Locarno Film Festival (S’Tröimli, 1993).
Für eine Ausstellung im Kunstmuseum Luzern gründete Urs Lehmann 1994 mit Christoph Draeger, Martin Frei und Rebecca Schmid die Künstlergruppe U.S.A. (United Swiss Artists). Die Ausstellung M.U.S.E.U.M. setzte sich mit Strategien der Musealisierung auseinander und zeigte dafür auch Exponate anderer Luzerner Museen, z. B. ein Modell des Sputnik 1 aus dem Verkehrshaus Luzern. Die Gruppe war danach noch in verschiedenen Konstellationen aktiv.
Ab 1993 realisierte er Illustrationen, Visualisierungen, Storyboards und Layouts für Werbekampagnen, insbesondere mit der Werbeagentur Weber Hodel Schmid WHS in Zürich. Publiziert wurden seine Illustrationen auch im Heft Die Besten des Art Director’s Club Schweiz (1997). Er war verantwortlich für das visuelle Konzept des Kulturraums «blauer saal.» in Zürich (1998–2002) und der Kunstplattform «fuge» (2003–2004). Er zeichnete das jetzt noch aktive Maskottchen für Krax – Magazin für junge Tierfreunde (ab 2006), ein weiteres für die Zürcher Kantonalbank (ca. 2001) und trug mit visuellen Beiträgen (wie einem Tischset) zur Schweizerischen Landesausstellung Expo.02 bei.
Ab 1996 lebte Urs Lehmann in Zürich, beschäftigte sich mit Evolution, Biologie, Genetik. Er entwickelte das Label biopop., zeigte dazu ab 1999 performative Lesungen und 2002 eine programmatische Ausstellung im message salon Zürich. Ab 1999 erweiterte er seine Arbeitsweise mit digitaler Malerei. Bewusst illustrativ und hypernaturalistisch, d. h. mit einem am Naturalismus orientierten Hyperrealismus, realisierte er Werke mit genderfluiden und genmutierten Mensch-Tier-Wesen.
Ab 2002 beteiligte er sich an den Dada-Festwochen in Zürich: Er zeigte spontane Auftritte an den 1. Internationalen Dada-Festwochen im besetzten Cabaret Voltaire (2002). Er war Teil der Dada-Besetzung Kunsthaus Platte (2002–2004). Aktiv mit Mitarbeit, Ausstellung und Auftritten war er an den 2. Internationalen Dada-Festwochen in der besetzten Sihlpapier-Fabrik (jetzt Sihlcity) beteiligt und an den 3. Interlokalen Dada-Festwochen in ungenutzten Zürcher WC-Anlagen (2004). An den 4. Interlokalen Dada-Festwochen zeigte er Werke in der Ausstellung in der Lobster-Bar in der späteren Kunsthaus-Bibliothek und zuletzt in der Ausstellung im Kunstraum Perla-Mode bei den 7. Internationalen Dada-Festwochen (2012).
Filmische Interviews gibt es mit Urs Lehmann / biopop. in Downtown Switzerland von Christian Davi (2004) und in Die Farbe der Gedanken von VeronesiHöpflinger (2002/2010). 2007 realisierte Urs Lehmann mit Sarah Kreuter als unkraut.biopop. das Video dispersion für agent-provocateur.ch, das mit dem Public Eye Film Award von Public Eye on Davos ausgezeichnet wurde.
Ab 2010 wohnte er mit Sarah Kreuter in Vernamiège (VS) mit einem Atelier im Kulturzentrum Ferme asile in Sion. An der Kunsthochschule ecav in Sierre (heute édhéa) waren sie von 2009 bis 2010 für ein Tutorat angestellt. Nach längerer Krankheit verstarb Urs Lehmann im Sommer 2017 in Zürich. Sein künstlerischer Nachlass wird vom Verein Pro biopop. in Zürich verwaltet.

## Publikationen
- Hobby Globi Lobby: S’Tröimli, Kurzfilm, VHS, 1993.
- USA (Rebecca Schmid, Urs Lehmann, Martin Frei, Christoph Draeger): United Swiss Artists, Kunstmuseum Luzern, 16.4.–29.5.1994 (Ausstellungskatalog). Kunstmuseum, Luzern 1994.
- unkraut.biopop. (Sarah Kreuter und Urs Lehmann): der hauch des seins (Künstlerpublikation). unkraut.biopop, Zürich 2004.
- Meeting in the Milkyway. Compilation-CD. kühlschiff blauer saal, Zürich 2001.
- unkraut.biopop.: Dispersion (Video). In: Plinio Bachmann, Martin Heller (Hrsg.): agent-provocateur.ch. Was uns ärgert und warum nicht (Buch mit DVD). Scheidegger & Spiess, Zürich 2008, Nr. 169.
- Michèle Roten: Plattenstrasse 32. Die Kunst der Hausbesetzung. In: Magazin. Nr. 46, 15.–21.11.2003, S. 12–19.
- Sarah Kreuter und Urs Lehmann. In: NAIRS 2007–2008. Art Cultura Engiadina. Fundaziun Nairs, Scuol 2008, S. 64–67.
- Judith Luks (Hrsg.): Im Bett mit Mark Divo. 1988–2012. Edition Clandestin, Biel 2013 (zu: Dada-Festwochen, Proces Festival, d.i.v.o. Institute).

## Ausstellungen

### Einzelausstellungen (Auswahl)
- Blick in die Zukunft, Kunsthalle Luzern, 1992
- eat me! + eat me! Delicatessen, Kunstraum message salon (Ankerstrasse), Zürich, 1996
- biopop., Kunstraum message salon (Rigiplatz), Zürich, 2002
- paradise now II, Gallerie Binz39, Zürich, 2004
- esperando al toro, unkraut.biopop. (Sarah Kreuter und Urs Lehmann), message salon Perla-Mode, Zürich, 2007
- das autogenetische manifest, Homo Bellicus, Berlin, 2007
- Compost de vie, unkraut.biopop. (Sarah Kreuter und Urs Lehmann), Ferme asile, Sion, 2010

### Gruppenausstellungen (Auswahl)
- Nature morte, Schule für Gestaltung Luzern (mit Christoph Draeger und Martin Frei), 1989
- M.U.S.E.U.M., Kunstmuseum Luzern, mit U.S.A. (United Swiss Artists), mit Katalog, 1994
- Bodenlose Tiefpreise, Monotony von Esther Eppstein, Zürich, 1995
- Werk- und Atelierstipendien der Stadt Zürich, Helmhaus Zürich, 2005
- Eidgenössischer Wettbewerb für Kunst, Basel, 2006
- Proces Artia, Prag, mit Sarah Kreuter, 2006
- Fundaziun Nairs Scuol, mit Sarah Kreuter, 2008
- Kult Zürich Ausser Sihl, Galerie Baviera, Zürich, 2008
- The Selection, EWZ Selnau, Zürich, mit Sarah Kreuter, 2009
- Planting Ideas, Festival, d.i.v.o. Institute, Kolín (Tschechien), 2009
- Kult Zürich Ausser Sihl, Malzfabrik Berlin, 2011
- Grösser als Zürich, Kunst in Aussersihl, Helmhaus Zürich, 2012